# Statue de Masséna
La statue du maréchal André Masséna, à Nice, a été inaugurée en 1869. Elle est l'œuvre du sculpteur Albert-Ernest Carrier-Belleuse, et se trouvait dans l'ancien square Général-Leclerc, sur la partie la plus anciennement couverte du Paillon (1866-1868). Aujourd'hui cette pièce de bronze se trouve englobée dans la promenade du Paillon.

## Description et historique
À la suite d’un concours ouvert au ministère des Beaux-Arts, l’exécution de la statue est confiée à Albert-Ernest Carrier-Belleuse. La statue en bronze, réalisée en 1867 par la fonderie Thiébaut Frères, représente le maréchal lors de la bataille d’Essling, sur le Danube. Masséna est debout, tête nue, en grand uniforme de maréchal de France en campagne et pose le pied droit sur un canon jeté à terre. Il fait un geste impératif de la main droite et serre de la main gauche la poignée de son sabre, qui est dans son fourreau. Sur le socle de la statue est gravée « Essling ». Sur la face avant du piédestal, une statue en bronze représente une jeune femme, torse nu, personnifiant la Victoire ou peut-être l’Histoire. Elle tient un sabre de la main gauche et grave de la main droite le nom de Masséna sur un médaillon. Sur la face gauche, un bas-relief en bronze représente Masséna à cheval lors de la bataille de Zurich. Sur la face droite, un second bas-relief représente le maréchal lors du siège de Gênes. Entouré de ses officiers, debout devant une table, il dicte les conditions qu’il pose à la reddition de la ville. La statue est placée au centre d’un nouveau square construit sur le Paillon, entre la vieille ville et les nouveaux quartiers. Un emplacement sur la place Masséna, un moment envisagé, a été abandonné car la statue aurait tourné le dos à la vieille ville.
La statue a été inaugurée le 15 août, jour de la Saint-Napoléon, fête « nationale » du Second Empire, en 1869, année du centenaire de la naissance de Napoléon Ier. Les discours ont été prononcés par André Reille, petit-fils de Masséna, François Malausséna, maire de Nice et Victor Masséna, député des Alpes-Maritimes et petit-fils du maréchal, en présence du préfet Denis Gavini.
Le monument proclame l'attachement de Nice à la France et au Second Empire. Il a été inscrit aux monuments historique en 2009.